# Generation (album)
Generation je šesté studiové album slovenské jazz rockové skupiny Fermáta. Album vyšlo v roce 1981 u vydavatelství Opus a jeho producentem byl Ján Lauko. Obal alba navrhl Róbert Němeček.

## Seznam skladeb
| Pořadí | Název                                         | Délka |
| ------ | --------------------------------------------- | ----- |
| 1.     | Prerušenie / Tie-Break                        | 4:33  |
| 2.     | Viña del Mar                                  | 7:01  |
| 3.     | Kalamita / Calamity                           | 5:52  |
| 4.     | Gastronomické radosti / Gastronomic Pleasures | 3:34  |
| 5.     | Dubáky / Boleti                               | 5:06  |
| 6.     | Zadané / Reservé                              | 4:35  |
| 7.     | K.O.                                          | 8:51  |

## Sestava
- František Griglák – kytara, klávesové nástroje
- Tomáš Berka – klávesové nástroje
- Fedor Frešo – basová kytara
- Karol Oláh – bicí, perkuse

### Hosté
- Jozef Krajčovič – saxofon
- Jozef Hanák – harmonika